# Elgonina yaromi
Elgonina yaromi är en tvåvingeart som beskrevs av Amnon Freidberg och Merz 2006. Elgonina yaromi ingår i släktet Elgonina och familjen borrflugor.
Artens utbredningsområde är Tanzania. Inga underarter finns listade i Catalogue of Life.